# Campeonato Mundial de Ciclismo en Pista de 2001
El XCVIII Campeonato Mundial de Ciclismo en Pista se celebró en Amberes (Bélgica) entre el 26 y el 30 de septiembre de 2001 bajo la organización de la Unión Ciclista Internacional (UCI) y la Liga Real de Ciclismo de Bélgica.
Las competiciones se realizaron en el velódromo Antwerps Sportspaleis. En total se disputaron 12 pruebas, 8 masculinas y 4 femeninas.

## Medallistas

### Masculino
| Evento                          | Oro                                                                                                 | Plata                                                                      | Bronce                                                                                |
| ------------------------------- | --------------------------------------------------------------------------------------------------- | -------------------------------------------------------------------------- | ------------------------------------------------------------------------------------- |
| Velocidad individual (29.09)    | Arnaud Tournant Francia                                                                             | Laurent Gané Francia                                                       | Florian Rousseau Francia                                                              |
| Velocidad por equipos (27.09)   | Francia Laurent Gané Florian Rousseau Arnaud Tournant 44,889                                        | Australia Jobie Dajka Ryan Bayley Sean Eadie 45,211                        | Reino Unido Craig MacLean Jason Queally Chris Hoy 45,479                              |
| Persecución individual (27.09)  | Olexandr Symonenko · Ucrania ·                                                                      | Jens Lehmann · Alemania · ALC                                              | Stefan Steinweg · Alemania · 4:32,448                                                 |
| Persecución por equipos (28.09) | Ucrania · Serhi Cherniavsky · Olexandr Fedenko · Olexandr Symonenko · Liubomyr Polataiko · 4:09,699 | Reino Unido Bradley Wiggins Paul Manning Chris Newton Bryan Steel 4:10,982 | Alemania · Christian Bach · Guido Fulst · Jens Lehmann · Sebastian Siedler · 4:08,540 |
| 1 km contrarreloj (26.09)       | Arnaud Tournant Francia 1:02,571                                                                    | Sören Lausberg · Alemania · 1:03,363                                       | Grzegorz Krejner · Polonia · 1:03,567                                                 |
| Carrera por puntos (29.09)      | Bruno Risi · Suiza · 29 pts.                                                                        | Juan Esteban Curuchet Argentina 23 pts.                                    | Franz Stocher · Austria · 17 pts.                                                     |
| Keirin (30.09)                  | Ryan Bayley Australia                                                                               | Laurent Gané Francia                                                       | Jens Fiedler · Alemania                                                               |
| Madison (30.09)                 | Jérôme Neuville Robert Sassone Francia 5 pts.                                                       | Isaac Gálvez López · Joan Llaneras Roselló · España · 10 (-1) pts.         | Gabriel Curuchet Juan Esteban Curuchet Argentina 9 (-1) pts.                          |

### Femenino
| Evento                         | Oro                                                     | Plata                              | Bronce                                  |
| ------------------------------ | ------------------------------------------------------- | ---------------------------------- | --------------------------------------- |
| Velocidad individual (28.09)   | Svetlana Grankovskaya · Rusia                           | Tammy Thomas Estados Unidos        | Lori-Ann Muenzer · Canadá               |
| Persecución individual (28.09) | Leontien Zijlaard-van Moorsel · Países Bajos · 3:34,505 | Olga Sliusareva · Rusia · 3:39,090 | Yelena Chalyj · Rusia · 3:39,811        |
| 500 m contrarreloj (29.09)     | Nancy Contreras Reyes · México · 34,996                 | Lori-Ann Muenzer · Canadá · 35,151 | Katrin Meinke · Alemania · 35,356       |
| Carrera por puntos (30.09)     | Olga Sliusareva · Rusia · 21 pts.                       | Katherine Bates Australia 14 pts.  | Belem Guerrero Méndez · México · 5 pts. |

## Medallero
| Núm. | País           | Oro | Plata | Bronce | Total |
| ---- | -------------- | --- | ----- | ------ | ----- |
| 1    | Francia        | 4   | 2     | 1      | 7     |
| 2    | Rusia          | 2   | 1     | 1      | 4     |
| 3    | Ucrania        | 2   | 0     | 0      | 2     |
| 4    | Australia      | 1   | 2     | 0      | 3     |
| 5    | México         | 1   | 0     | 1      | 2     |
| 6    | Países Bajos   | 1   | 0     | 0      | 1     |
| 6    | Suiza          | 1   | 0     | 0      | 1     |
| 8    | Alemania       | 0   | 2     | 4      | 6     |
| 9    | Argentina      | 0   | 1     | 1      | 2     |
| 9    | Canadá         | 0   | 1     | 1      | 2     |
| 9    | Reino Unido    | 0   | 1     | 1      | 2     |
| 12   | España         | 0   | 1     | 0      | 1     |
| 12   | Estados Unidos | 0   | 1     | 0      | 1     |
| 14   | Austria        | 0   | 0     | 1      | 1     |
| 14   | Polonia        | 0   | 0     | 1      | 1     |
|      | TOTAL          | 12  | 12    | 12     | 36    |